# سیارک ۷۲۲۳
سیارک ۷۲۲۳ (به انگلیسی: 7223 Dolgorukij، نامگذاری:1982TF2) هفت هزار و دویست و بیست و سومین سیارک کشف شده‌است که در ۱۴ اکتبر ۱۹۸۲ کشف شد.
قدر مطلق سیارک برابر ۱۴٫۱۰ است.